# Wyścigowe Samochodowe Mistrzostwa Polski 2017
Sezon 2017 był sześćdziesiątym pierwszym sezonem Wyścigowych Samochodowych Mistrzostw Polski.

## Kalendarz
Źródło: tomexwyniki.pl
| Data           | Tor        | Miejsce |
| -------------- | ---------- | ------- |
| 19–21 maja     | Tor Poznań | Poznań  |
| 9–11 czerwca   | Tor Poznań | Poznań  |
| 15–16 lipca    | Tor Poznań | Poznań  |
| 22–25 września | Tor Poznań | Poznań  |

## Mistrzowie
Źródło: tomexwyniki.pl
| Klasa         | Kierowca                 | Samochód                   | Zespół                          |
| ------------- | ------------------------ | -------------------------- | ------------------------------- |
| D4 +3500      | Jędrzej Szcześniak       | Porsche GT3                | Automobilklub Królewski         |
| D4 3500       | Aleksander Wojciechowski | BMW M3                     | Automobilklub Wielkopolski      |
| DN 1          | Tomasz Biernat           | Fiat Seicento              | Automobilklub Leszczyński       |
| DN 2          | Maciej Szkudlarek        | Renault Clio               | Automobilklub Wielkopolski      |
| DN 2 Picanto  | Piotr Litwinowicz        | Kia Picanto                | Automobilklub Wielkopolski      |
| DN 3          | Aleksander Robak         | BMW E30                    | Automobilklub Wielkopolski      |
| DN 4          | Krzysztof Zagórski       | VW Golf VI GTi             | Automobilklub Wielkopolski      |
| DN 5          | Przemysław Wójcicki      | BMW E36                    | Automobilklub Kujawsko-Pomorski |
| DN 6          | Bartłomiej Madziara      | BMW E30                    | Automobilklub Wielkopolski      |
| DN 7          | Dariusz Krupa            | BMW 635 Porsche Carrera RS | Automobilklub Wielkopolski      |
| DN 8          | Michał Ghany             | Fiat 126p                  | Automobilklub Śląski            |
| DN 8.1        | Bartosz Idźkowski        | Fiat 126p                  | Automobilklub Wielkopolski      |
| DN 9          | Tomasz Augustyniak       | Mini                       | Automobilklub Rzemieślnik       |
| 318 IS CUP PL | Karol Wyka               | BMW 318 is                 | Automobilklub Rzemieślnik       |